# قراع (الرضمة)

تعديل مصدري - تعديل

قراع محلة تابعة لقرية الصبار، التابعة لعزلة كحلان بمديرية الرضمة إحدى مديريات محافظة إب في الجمهورية اليمنية.، بلغ تعداد سكانها 202 حسب تعداد اليمن لعام 2004.